# Kameralamt Langenau
Das Kameralamt Langenau war eine Einrichtung des Königreichs Württemberg, die im Amtsbezirk Besitz und Einkommen des Staates verwaltete. Es bestand von 1807 bis 1839 in Langenau. Das Kameralamt wurde im Rahmen der Neuordnung der Staatsfinanzverwaltung im Königreich Württemberg geschaffen.

## Geschichte
Bei der Neuorganisation der Kameralämter vom 6. Juni 1819 wurde dem Kameralamt Geislingen der Ort Ettlenschieß (bisher Oberamt Albeck) vom Kameralamt Langenau zugeteilt.